# Cantó de Durtal
El cantó de Durtal és una antiga divisió administrativa francesa del departament de Maine i Loira, situat al districte d'Angers. Té 5 municipis i el cap es Durtal. Va desaparèixer el 2015.

## Municipis
- Baracé
- Daumeray
- Durtal
- Étriché
- Huillé
- Montigné-lès-Rairies
- Morannes
- Les Rairies

## Història
| Data d'elecció                           | Identitat        | Partit          | Qualitat |
| ---------------------------------------- | ---------------- | --------------- | -------- |
| 1945-1949                                | Jean Raguin      | RI              |          |
| 1949-1961                                | Jean de Blois    | Divers droite   |          |
| 1961-2004                                | Charles Jolibois | RI, després UDF |          |
| 2004-2015                                | Jean-Luc Davy    | UMP             |          |
| les dades anteriors no són pas conegudes |                  |                 |          |
|                                          |                  |                 |          |

## Demografia
| A partir de 1990: Població sense dobles comptes |